# 知の技法
知の技法（ちのぎほう）は、1994年に東京大学出版会から出版された書籍。編者は小林康夫、船曳建夫。

## 概要
東京大学教養学部では1993年度より文系1年生の必修科目「基礎演習」が設けられる。この科目のテキストとすることが目的として出版された。学問を紹介すると共に、論文の書き方、口頭発表の仕方、資料の集め方等が収められている。
NHKのニュースで取り上げられたことから広く売れるようになる。2019年時点でも売れ続けており、この時点での部数は46万部を超える。
トーハン調べで1994年年間ベストセラー単行本・ビジネスで2位。ベストセラー30で26位。
続編として、同じ編者で1995年に『知の論理』、1996年に『知のモラル』が東京大学出版会から出版され、「知の三部作」と呼ばれた。1998年には『新・知の技法』も刊行された。

## 評価
現代用語の基礎知識1995年版に収録される。どのように学ぶかと言うことが一つの教科になっていること自体を批判。この本がベストセラーになったのは、普通の人が東大1年生と知識を共有したいという意識もしくは無意識の表れとする。
浅田彰は、「知の三部作こそ国立大から組織的に出たニューアカ」であり、「近代批判の結果、いま逆に「近代の常識」が欠けてしまい、「異端」が立役者になってしまった」と評した。
佐伯啓思は、「東大教養学部は本郷の専門学部との関係でいうと、「専門」への反権威主義的傾向を持つが、知のシリーズがベストセラーになったことで、教養学部が逆に権威主義になる「ねじれ現象」が起きた。いわば青島・ノック現象の学問版だ」と評した。

## 書誌情報
- 小林康夫、船曳建夫 編『知の技法』東京大学出版会、1994年4月。ISBN 978-4-13-003305-3。
- 小林康夫、船曳建夫 編『知の論理』東京大学出版会、1995年4月。ISBN 978-4-13-003306-0。
- 小林康夫、船曳建夫 編『知のモラル』東京大学出版会、1996年4月。ISBN 978-4-13-003307-7。
- 小林康夫、船曳建夫 編『新・知の技法』東京大学出版会、1998年4月。ISBN 978-4-13-003312-1。